# Seznam ocenění a nominací filmu Faunův labyrint
Toto je seznam ocenění a nominací filmu Faunův labyrint. Režisérem filmu je Guillermo del Toro. Hlavní role ve filmu ztvárnili Ivana Baquero, Sergi López, Maribel Verdú, Doug Jones a Ariadna Gil.

## Ocenění a nominace
| Ocenění                                              | Kategorie                                                                    | Nominovaný                                                                                | Výsledek  |
| ---------------------------------------------------- | ---------------------------------------------------------------------------- | ----------------------------------------------------------------------------------------- | --------- |
| Alliance of Women Film Journalists Awards            | nejlepší film                                                                |                                                                                           | vítězství |
| Alliance of Women Film Journalists Awards            | objev roku: mladá herečka                                                    | Ivana Baquero                                                                             | nominace  |
| Ariel Awards (Mexiko)                                | nejlepší režie                                                               | Guillermo Del Toro                                                                        | vítězství |
| Ariel Awards (Mexiko)                                | nejlepší ženský herecký výkon v hlavní roli                                  | Maribel Verdú                                                                             | vítězství |
| Ariel Awards (Mexiko)                                | nejlepší mužský herecký výkon ve vedlejší roli                               | Álex Angulo                                                                               | nominace  |
| Ariel Awards (Mexiko)                                | nejlepší kamera                                                              | Guillermo Navarro                                                                         | vítězství |
| Ariel Awards (Mexiko)                                | nejlepší výprava                                                             | Eugenio Caballero                                                                         | vítězství |
| Ariel Awards (Mexiko)                                | nejlepší kostýmy                                                             | Lala Huete                                                                                | vítězství |
| Ariel Awards (Mexiko)                                | nejlepší masky                                                               | José Quetglas a Blanca Sánchez                                                            | vítězství |
| Ariel Awards (Mexiko)                                | nejlepší střih                                                               | Bernat Villaplana                                                                         | nominace  |
| Ariel Awards (Mexiko)                                | nejlepší zvuk                                                                | Miguel Polo                                                                               | nominace  |
| Ariel Awards (Mexiko)                                | nejlepší skladatel                                                           | Javier Navarrete                                                                          | nominace  |
| Ariel Awards (Mexiko)                                | nejlepší vizuální efekty                                                     | David Martí, Montse Ribé, Reyes Abades, Everett Burrell, Edward Irastorza a Emilio Ruiz   | vítězství |
| Art Directors Guild Awards                           | nejlepší výprava (fantasy)                                                   | Eugenio Caballero                                                                         | vítězství |
| Austin Film Critics Association Awards               | nejlepší film                                                                |                                                                                           | 3. místo  |
| Austin Film Critics Association Awards               | nejlepší cizojazyčný film                                                    |                                                                                           | vítězství |
| Austin Film Critics Association Awards               | nejlepší původní scénář                                                      | Guillermo Del Toro                                                                        | vítězství |
| BBC Four World Cinema Awards                         | ocenění BBC                                                                  |                                                                                           | vítězství |
| Belgian Film Critics Association Awards              | hlavní cena                                                                  |                                                                                           | nominace  |
| Boston Society of Film Critics Awards                | nejlepší cizojazyčný film                                                    |                                                                                           | vítězství |
| Boston Society of Film Critics Awards                | nejlepší kamera                                                              | Guillermo Navarro                                                                         | vítězství |
| Cena Saturn                                          | nejlepší cizojazyčný film                                                    |                                                                                           | vítězství |
| Cena Saturn                                          | nejlepší režie                                                               | Guillermo Del Toro                                                                        | nominace  |
| Cena Saturn                                          | nejlepší scénář                                                              | Guillermo Del Toro                                                                        | nominace  |
| Cena Saturn                                          | nejlepší mužský herecký výkon ve vedlejší roli                               | Sergi López                                                                               | nominace  |
| Cena Saturn                                          | nejlepší výkon mladého herce/mladé herečky                                   | Ivana Baquero                                                                             | vítězství |
| Cena Saturn                                          | nejlepší masky                                                               | David Martí and Montse Ribé                                                               | nominace  |
| Central Ohio Film Critics Association Awards         | nejlepší film                                                                |                                                                                           | 4. místo  |
| Central Ohio Film Critics Association Awards         | nejlepší cizojazyčný film                                                    |                                                                                           | vítězství |
| Central Ohio Film Critics Association Awards         | nejlepší kamera                                                              | Guillermo Navarro                                                                         | nominace  |
| Constellation Awards                                 | nejlepší sci-fi film, tv film nebo mini-série                                |                                                                                           | vítězství |
| Costume Designers Guild Awards                       | nejlepší kostýmy (fantasy film)                                              | Lala Huete                                                                                | vítězství |
| Critics' Choice Movie Awards                         | nejlepší kamera                                                              | Guillermo Navarro                                                                         | nominace  |
| Dallas-Fort Worth Film Critics Association Awards    | nejlepší cizojazyčný film                                                    |                                                                                           | nominace  |
| Dublin Film Critics Circle Awards                    | nejlepší film                                                                |                                                                                           | nominace  |
| Dublin Film Critics Circle Awards                    | nejlepší režie                                                               | Guillermo Del Toro                                                                        | nominace  |
| Dublin Film Critics Circle Awards                    | nejlepší mužský herecký výkon ve vedlejší roli                               | Sergi López                                                                               | nominace  |
| Dublin Film Critics Circle Awards                    | nejlepší film dekády                                                         |                                                                                           | 12. místo |
| Fantasporto                                          | nejlepší film                                                                |                                                                                           | vítězství |
| Independent Spirit Awards                            | nejlepší film                                                                |                                                                                           | nominace  |
| Independent Spirit Awards                            | nejlepší kamera                                                              | Guillermo Navarro                                                                         | vítězství |
| Filmová cena Britské akademie                        | nejlepší cizojazyčný film                                                    | Guillermo Del Toro                                                                        | vítězství |
| Filmová cena Britské akademie                        | nejlepší původní scénář                                                      | Guillermo Del Toro                                                                        | nominace  |
| Filmová cena Britské akademie                        | nejlepší kamera                                                              | Guillermo Navarro                                                                         | nominace  |
| Filmová cena Britské akademie                        | nejlepší výprava                                                             | Eugenio Caballero a Pilar Revuelta                                                        | nominace  |
| Filmová cena Britské akademie                        | nejlepší kostýmy                                                             | Lala Huete                                                                                | vítězství |
| Filmová cena Britské akademie                        | nejlepší zvuk                                                                | Martin Hernández, Jaime Baksht a Miguel Ángel Polo                                        | nominace  |
| Filmová cena Britské akademie                        | nejlepší masky                                                               | David Martí a Montse Ribé                                                                 | vítězství |
| Filmová cena Britské akademie                        | nejlepší vizuální efekty                                                     | Edward Irastorza, Everett Burrell, David Martí a Montse Ribé                              | nominace  |
| Florida Film Critics Circle Awards                   | nejlepší cizojazyčný film                                                    |                                                                                           | vítězství |
| Florida Film Critics Circle Awards                   | nejlepší kamera                                                              | Guillermo Navarro                                                                         | vítězství |
| Goya Awards                                          | nejlepší film                                                                |                                                                                           | nominace  |
| Goya Awards                                          | nejlepší režie                                                               | Guillermo Del Toro                                                                        | nominace  |
| Goya Awards                                          | nejlepší mužský herecký výkon v hlavní roli                                  | Sergi López                                                                               | nominace  |
| Goya Awards                                          | nejlepší ženský herecký výkon v hlavní roli                                  | Maribel Verdú                                                                             | nominace  |
| Goya Awards                                          | nejlepší nová herečka                                                        | Ivana Baquerová                                                                           | vítězství |
| Goya Awards                                          | nejlepší původní scénář                                                      | Guillermo Del Toro                                                                        | nominace  |
| Goya Awards                                          | nejlepší kamera                                                              | Guillermo Navarro                                                                         | nominace  |
| Goya Awards                                          | nejlepší výprava                                                             | Eugenio Caballero                                                                         | nominace  |
| Goya Awards                                          | nejlepší masky                                                               | José Quetglas and Blanca Sánchez                                                          | vítězství |
| Goya Awards                                          | nejlepší střih                                                               | Bernat Villaplana                                                                         | vítězství |
| Goya Awards                                          | nejlepší zvuk                                                                | Miguel Polo                                                                               | vítězství |
| Goya Awards                                          | nejlepší skladatel                                                           | Javier Navarrete                                                                          | nominace  |
| Goya Awards                                          | nejlepší vizuální efekty                                                     | David Martí, Montse Ribé, Reyes Abades, Everett Burrell, Edward Irastorza and Emilio Ruiz | vítězství |
| Chicago Film Critics Association Awards              | nejlepší cizojazyčný film                                                    |                                                                                           | nominace  |
| Chicago Film Critics Association Awards              | nejslibnější herec/herečka                                                   | Ivana Baquero                                                                             | nominace  |
| Kansas City Film Critics Circle Awards               | cena Vincenta Koehlera pro skvělý sci-fi/fantasy/hororový film               |                                                                                           | vítězství |
| Las Vegas Film Critics Society Awards                | nejlepší cizojazyčný film                                                    |                                                                                           | vítězství |
| London Critics Circle Film Awards                    | nejlepší režie                                                               | Guillermo Del Toro                                                                        | nominace  |
| London Critics Circle Film Awards                    | nejlepší původní scénář                                                      | Guillermo Del Toro                                                                        | nominace  |
| London Critics Circle Film Awards                    | nejlepší cizojazyčný film                                                    |                                                                                           | nominace  |
| Los Angeles Film Critics Association Awards          | nejlepší mužský herecký výkon ve vedlejší roli                               | Sergi López                                                                               | nominace  |
| Los Angeles Film Critics Association Awards          | nejlepší výprava                                                             | Eugenio Caballero                                                                         | vítězství |
| Nebula Award                                         | nejlepší scénář                                                              | Guillermo Del Toro                                                                        | vítězství |
| National Society of Film Critics Awards              | nejlepší film                                                                |                                                                                           | vítězství |
| National Society of Film Critics Awards              | nejlepší režie                                                               | Guillermo Del Toro                                                                        | nominace  |
| National Society of Film Critics Awards              | nejlepší kamera                                                              | Guillermo Navarro                                                                         | nominace  |
| New York Film Critics Circle Awards                  | nejlepší kamera                                                              | Guillermo Navarro                                                                         | vítězství |
| New York Film Critics Online Awards                  | nejlepší cizojazyčný film                                                    |                                                                                           | vítězství |
| New York Film Critics Online Awards                  | nejlepších deset filmů                                                       |                                                                                           | vítězství |
| Oklahoma Film Critics Circle Awards                  | nejlepší cizojazyčný film                                                    |                                                                                           | vítězství |
| Oklahoma Film Critics Circle Awards                  | nejlepších deset filmů                                                       |                                                                                           | vítězství |
| Oscar                                                | nejlepší cizojazyčný film                                                    | Guillermo Del Toro                                                                        | nominace  |
| Oscar                                                | nejlepší původní scénář                                                      | Guillermo Del Toro                                                                        | nominace  |
| Oscar                                                | nejlepší kamera                                                              | Guillermo Navarro                                                                         | vítězství |
| Oscar                                                | nejlepší výprava                                                             | Eugenio Caballero a Pilar Revuelta                                                        | vítězství |
| Oscar                                                | nejlepší masky                                                               | David Martí a Montse Ribé                                                                 | vítězství |
| Oscar                                                | nejlepší skladatel                                                           | Javier Navarrete                                                                          | nominace  |
| San Francisco Film Critics Circle Awards             | nejlepší cizojazyčný film                                                    |                                                                                           | vítězství |
| Satellite Awards                                     | nejlepší film (animovaný nebo mix médií)                                     |                                                                                           | vítězství |
| Satellite Awards                                     | nejlepší vizuální efekty                                                     | Everett Burrel a Edward Irastorza                                                         | nominace  |
| Satellite Awards                                     | nejlepší výprava                                                             | Eugenio Caballero a Pilar Revuelta                                                        | nominace  |
| Spacey Awards                                        | nejlepší film                                                                |                                                                                           | vítězství |
| Southeastern Film Critics Association Awards         | nejlepší cizojazyčný film                                                    |                                                                                           | vítězství |
| Southeastern Film Critics Association Awards         | nejlepší film                                                                |                                                                                           | 8. místo  |
| St. Louis Film Critics Association Awards            | nejlepší cizojazyčný film                                                    |                                                                                           | vítězství |
| St. Louis Film Critics Association Awards            | nejlepší originální, inovativní nebo kreativní film                          |                                                                                           | nominace  |
| St. Louis Film Critics Association Awards            | nejlepší vizuální efekty                                                     | Everett Burrel a Edward Irastorza                                                         | nominace  |
| Toronto Film Critics Association Awards              | nejlepší cizojazyčný film                                                    |                                                                                           | nominace  |
| Washington D.C. Area Film Critics Association Awards | nejlepší cizojazyčný film                                                    |                                                                                           | vítězství |
| Young Artist Awards                                  | nejlepší výkon v cizojazyčném filmu v hlavní roli (mladá herečka/mladý herec | Ivana Baquero                                                                             | nominace  |
| Young Artist Awards                                  | nejlepší cizojazyčný rodinný film                                            |                                                                                           | nominace  |
| Zlatý glóbus                                         | nejlepší cizojazyčný film                                                    |                                                                                           | nominace  |